# مغازه قزلباش
مغازه قزلباش مربوط به اواخر دوره قاجار -اوایل دوره پهلوی است و در اهواز، خیابان سیروس، بعد از چهارراه نظامی، پلاک ۱۰۳ واقع شده و این اثر در تاریخ ۱ مهر ۱۳۸۲ با شمارهٔ ثبت ۱۰۴۲۰ به‌عنوان یکی از آثار ملی ایران به ثبت رسیده است.